# Top Off
Top Off un singolo del produttore discografico statunitense DJ Khaled, del pubblicato il 2 marzo 2018 come primo estratto dal dodicesimo album in studio Father of Asahd. Il brano ha visto la partecipazione dei rapper statunitensi Jay-Z e Future e della cantante Beyoncé, accreditata come B.

## Descrizione
Il brano, scritto e composto da DJ Khaled con gli artisti collaboratori e Joseph Zarrillo. Nel brano Jay-Z cita Meek Mill, a sostegno del rapper dopo la sua incarcerazione per un caso controverso che riguarda una presunta serie di violazioni della libertà vigilata.

## Tracce
Testi e musiche di Khaled Khaled, Shawn Carter, Nayvadius Wilburn, Beyoncé Knowles Carter e Joseph Zarrillo
1. Top Off (featuring JAY Z, Future & Beyoncé) – 3:50

## Classifiche
| Classifica (2018) | Posizione massima |
| ----------------- | ----------------- |
| Canada            | 48                |
| Francia           | 55                |
| Germania          | 98                |
| Irlanda           | 67                |
| Portogallo        | 72                |
| Regno Unito       | 41                |
| Stati Uniti       | 22                |
| Svezia            | 60                |
| Svizzera          | 66                |